# Cornelis Petrus Tiele
Cornelis Petrus Tiele (født 16. december 1830 i Leiden, Nederlandene, død 11. januar 1902 sammesteds) var en hollandsk religionshistoriker.
Tiele studerede teologi ved remonstranternes seminarium, og han blev senere dette broderskabs superintendent og øverste teologiske lærer. Han begyndte sin løbebane som præst, navnlig i Rotterdam. Fra 1873 blev han knyttet til Leidens Universitet, hvor han i 1876 blev professor i teologi og snart blev en af universitetets betydeligste personligheder, der også ved sin ydre optræden, myndighed og elegance forstod at hævde sin stilling.
Allerede i sin første præstetid havde Tiele lagt sig efter det dengang nye og svært tilgængelige studium af religionshistorien, som han studerede efter kilderne. Han beherskede med en sjælden sikkerhed for det assyriske sprog, og han har i sin Babylonisch-assyrische Geschichte for første gang gjort det assyriske riges historie overskuelig.
Allerede i 1864 havde han gennemforsket den oldpersiske religion (Godsdienst van Zarathustra). I 1869—72 skrev han sin store Vergelejkende Geschiedenis der egyptische en mesopotamische Godsdiensten. De to sidstnævnte værker er forældede, men hans almindelige lærebøger Geschiedenis van den Godsdienst tot aan de herschappej der wereldgodsdiensten og Geschiedenis van den Godsdienst in de oudheid tot op Alexander den Groote har bevaret deres betydning og står som mærkepæle i religionsvidenskaben, der gennem hans alsidighed blev overskuelig . Tieles forskningsprincipper nedlagde han til sidst i sine Gifford Lectures.

## Værker
- Babylonisch-assyrische Geschichte
(dansk) Babylonisk-assyrisk historie (tysk)

Tieles værker på Nederlandsk med dansk forklarende oversættelse:
- Godsdienst van Zarathustra
(dansk) Zarathustraske religion (nederlandsk/hollandsk)
- Vergelejkende Geschiedenis der egyptische en mesopotamische Godsdiensten
(dansk) Sammenligningshistorie for de egyptiske og mesopotamiske religioner (nederlandsk/hollandsk)
- Geschiedenis van den Godsdienst tot aan de herschappej der wereldgodsdiensten
(dansk) Historien om Religion op til verdensreligionernes herredømme. (nederlandsk/hollandsk)
- Geschiedenis van den Godsdienst in de oudheid tot op Alexander den Groote
(dansk) Historien om religionen i oldtiden til Alexander den Store (nederlandsk/hollandsk)
- Hoofdtrekken der Godsdienstwetenschap
(dansk) Hovedprincipper for religionsvidenskab (nederlandsk/hollandsk)